# Salangana gegant
La salangana gegant (Hydrochous gigas) és una espècie d'ocell de la família dels apòdids (Apodidae) i única espècie del gènere Hydrochous (Brooke, 1970). Habita els boscos de les muntanyes de la Península Malaia, Sumatra, Java i Bali.